# Manele
O manele (fem. sg. manea; pl. manele) é um estilo de música balcânico derivado principalmente das canções de amor turcas, consideradas por muitos uma forma de subcultura.
O fenômeno esta muito difundido na Romênia, especialmente em áreas rurais e nas localidades urbanas menos favorecidas economicamente, porém também  esta presente na Bulgária, Sérvia, Albânia e algumas zonas de Turquia.

## História
As primeiras referências do termo aparecem nos textos romenos fechados a princípios do século XIX, durante o período da soberania feudal turca sobre os principados romenos. O manele moderno se originou nos finais dos anos oitenta e início dos anos noventa quando se começaram a fazer traduções e imitações de canções turcas e árabes. Se considera que o primeiro lugar em que se ouviu o manea foi nas ruas de Ferentari (um bairro pobre de Bucareste e povoada, principalmente, por ciganos. O manele também foi difundido por todo o país, em especial Oltenia e Banato, sob influências musicais sérvias. Em muitas ocasiões os músicos de manele foram acusados de plagio, pois adaptavam (ilegalmente) canções populares da Grécia, da Bulgária e da Turquia. As acusações aumentaram após a publicação do tema “De ce ma minti?” ("Por que você mentiu para mim") descarado plagio da canção “Ah kardoula mou” de Despina Vandi. Atualmente, o manea é um dos gêneros musicais mais populares da Romênia.
Na atualidade, o manele moderno tem desembarcado em latitudes muito distantes da área de influência romena. Devido a massiva imigração de mão de obra, o gênero esta se tornando conhecido em todo sul da Europa.

## Características
A corrente musical do manele é uma mistura do movimento hip-hop, influências de música oriental, música balcânica, e também com uma influência muito forte da música dos ciganos. As letras das canções tratam geralmente sobre amor, inimizades, dinheiro, álcool, e as dificuldades da vida, embora haja também música escritas para partes específicas e casamentos. Os compositores e cantores de Manele também utilizam o termo “música oriental”, e consideram sua música um gênero secundário da música tradicional e popular dos ciganos. Os músicos tradicionais ciganos rejeitam essa visão, e consideram o manele um gênero distinto e inferior, pois as diferenças entre o manele e a música dos ciganos são muitas, por exemplo: a música tradicional cigana se vale de instrumentos clássicos, é tocada, geralmente, por uma banda de músicos (taraf de lăutari), utilizam letras da lírica tradicional, rejeitam a ideia de misturar gêneros e de usar influências modernas (Embora aceitando remixes de suas músicas),e normalmente é executada ao vivo, enquanto o manele é tocada por um músico que utiliza instrumentos modernos (geralmente sintetizadores). No entanto, existem exceções, como os músicos Stana Izbaşa, Nicu Paleru, Nicolae Guţa e Copilul de Aur que cantam ao vivo e muitas vezes, com instrumentos tradicionais. A grande parte das gravações de manele se realizam em estúdios de gravação privados, propriedade do próprio cantor ou de um grupo de cantores. Isto se deve ao fato que as principais gravadoras rejeitam o gênero.
Os intérpretes de manele adotam, em geral, um nome artístico, como exemplo de Calu Minune (Cavalo Maravilha) ou de Adi de Vito (que toma o nome de Danny DeVito por sua semelhança física com o ator norte-americano). Antes conhecido como Adrian Copilul Minune (Adrián, o menino maravilha). Outros exemplos são: Vali Vijelie (Vali Tormenta), cujo verdadeiro nome é Valentin Rusu; Florin Fermecatorul (Florín o Encantador), nome usado anteriormente por Florin Salam; Sorinel Puştiu (Sorinel o Menino); Ştefan de la Bărbuleşti (Ştefan de Bărbuleşti); Florin Salam (Florín Salami); Jean de la Craiova (Jean de Craiova); Prinţesa de Aur (Princesa de Ouro); Sorin Copilul de Aur (Sorin el Menino de Ouro).

## Opinião pública
A classe intelectual soi-disant romena se opõe a esse movimento musical. O manele é muito popular, especialmente entre os estratos médios e mais baixos da sociedade romena e búlgara. Em alguns dos canais de televisão mais vistos da Romênia (ProTV, Prima TV e Antena 1) aparecem regularmente músicos de manele. Enquanto a maioria das emissoras de rádio comerciais não transmitem manele, existem muitas emissoras de rádio pequenas ou piratas que divulgam, especialmente em Bucareste e região. O clímax teve lugar no Reveillon de 2006 quando em que quase todas as estações de televisão romena, com exceção da televisão nacional, transmitiram programas animados por cantores de manele.
O manele é criticado por seu conteúdo, que inclui, acima de tudo, a jactância de sua capacidade sexual, o intelecto ("Doamne ce ma duce capu", cuja tradução é “Meu Deus, como minha cabeça funciona bem”), a capacidade para atrair a membros do sexo oposto (“Toate gagicile mele”, “todas minhas garotas”; “Am gagici top-model”, "tenho garotas modelos"). Alguns cantores utilizam intencionalmente rimas pobres e repetitivas. Apesar de tudo isto, uma parte da crítica dirigida a este estilo musical parece partir de considerações racistas,porque o gênero está intimamente ligada à povo cigano.